# Пояна (Скіту-Дука, Ясси)
Пояна (рум. Poiana) — село у повіті Ясси в Румунії. Входить до складу комуни Скіту-Дука.
Село розташоване на відстані 312 км на північний схід від Бухареста, 24 км на південний схід від Ясс.

## Населення
За даними перепису населення 2002 року у селі проживали 538 осіб, усі — румуни. Усі жителі села рідною мовою назвали румунську.